# 雲南火焰蘭
雲南火焰蘭（学名：Renanthera imschootiana），又名雲南腎藥蘭或黃花火焰蘭，是分佈在由喜馬拉雅山東部至中國雲南及越南的蘭。它們現正受《瀕危野生動植物種國際貿易公約》附錄一的保護。

## 外部連結
- Culture Sheet[永久]